# The Late Show
The Late Show is een bekend Amerikaans latenighttalkshow van CBS. Het programma werd in 1993 voor het eerst uitgezonden en is sindsdien in de programmatie de concurrent van The Tonight Show op NBC.

## Geschiedenis

### Late Show with David Letterman
Komiek David Letterman presenteerde van 1982 tot 1993 het komisch laatavondprogramma Late Night op NBC. Toen Johnny Carson, presentator van The Tonight Show, in 1992 zijn pensioen aankondigde, hoopte Letterman hem op te volgen. NBC gaf de fakkel echter door aan Jay Leno, waarna Letterman besloot om NBC te verlaten en bij concurrent CBS aan de slag te gaan. Hij tekende een contract voor drie jaar met een salaris van 14 miljoen dollar per jaar, wat een verdubbeling van zijn loon bij NBC was.
Bij CBS bedacht Letterman zijn eigen talkshow, getiteld Late Show (de titel Late Night was eigendom van NBC). Zijn orkest, onder leiding van Paul Shaffer, en aankondiger Bill Wendell volgden hem van NBC naar CBS. De zender betaalde vier miljoen dollar voor de aankoop van het Ed Sullivan Theater, waar de show zou opgenomen worden. Nadien investeerde CBS ook verscheidene miljoenen in de renovatie van de opnamestudio. In totaal gaf de zender 140 miljoen dollar uit om het programma op te starten.
Het nieuwe laatavondprogramma werd vroeger uitgezonden dan Late Night en ging dus rechtstreeks de concurrentie aan met The Tonight Show van Jay Leno. Lettermans controversiële overstap naar CBS wordt besproken in het boek The Late Night Shift (1994) van journalist Bill Carter. Het boek werd in 1996 ook verfilmd.
De eerste twee jaren behaalde het programma betere kijkcijfers dan The Tonight Show. Nadien groeide The Tonight Show opnieuw uit tot het best bekeken programma in primetime. In 2009 kwam Letterman in opspraak toen bleek dat hij verscheidene seksuele relaties had gehad met medewerkers van zijn programma en daardoor het slachtoffer was geworden van afpersing. De presentator verontschuldigde zich tijdens de uitzending aan zijn echtgenote Regina.
In april 2014 kondigde Letterman zijn afscheid aan. Op 20 mei 2015 werd de laatste aflevering van zijn programma uitgezonden.

### The Late Show with Stephen Colbert
Op 10 april 2014 werd Stephen Colbert aangekondigd als nieuwe presentator van The Late Show. In afwachting van het nieuwe programma zond CBS op het tijdstip van The Late Show herhalingen uit van dramaseries onder de titel CBS Summer Showcase. Op 8 september 2015 werd de eerste aflevering van The Late Show with Stephen Colbert uitgezonden. Jon Batiste werd de nieuwe orkestleider van het programma. In tegenstelling tot zijn voorganger, en concurrenten als Jimmy Fallon en Jimmy Kimmel, bespreekt Colbert regelmatig politieke thema's en nodigt hij ook vaak politieke gasten uit.
Aanvankelijk zorgde het programma niet voor het verhoopte succes. Colbert nam als presentator, schrijver en uitvoerend producent te veel taken zelf in handen. In april 2016 werd Chris Licht, producent van CBS This Morning, door Les Moonves, CEO van CBS Television, benoemd als nieuwe "showrunner" van The Late Show, waardoor Colbert zich enkel hoefde te focussen op het presenteren van het programma. In november 2016 werd Donald Trump verkozen tot president van de Verenigde Staten. Trump werd vervolgens een dagelijks mikpunt van spot in The Late Show. In 2016 zei Moonves: "Trump is misschien niet goed voor Amerika, maar hij is wel verdomd goed voor CBS." Terwijl Colbert met zijn politieke invalshoek en dagelijkse grappen over Trump succes oogstte, kreeg zijn concurrent bij NBC, Jimmy Fallon, de kritiek dat hij dat tijdens de verkiezingen te lief was geweest voor Trump. In 2017 werd The Tonight Show van Fallon door The Late Show voorbijgestoken als de meest bekeken talkshow in de Verenigde Staten.

## Presentatoren
| Gastheer        | Van              | Tot         | Titel                              | # afleveringen |
| Gastheer        | Datum            | Datum       | Titel                              | # afleveringen |
| --------------- | ---------------- | ----------- | ---------------------------------- | -------------- |
| David Letterman | 30 augustus 1993 | 20 mei 2015 | Late Show with David Letterman     | 4.263          |
| Stephen Colbert | 8 september 2015 |             | The Late Show with Stephen Colbert | 1.652          |

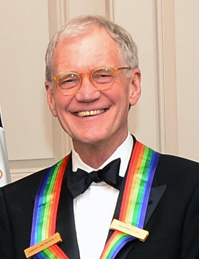
David Letterman
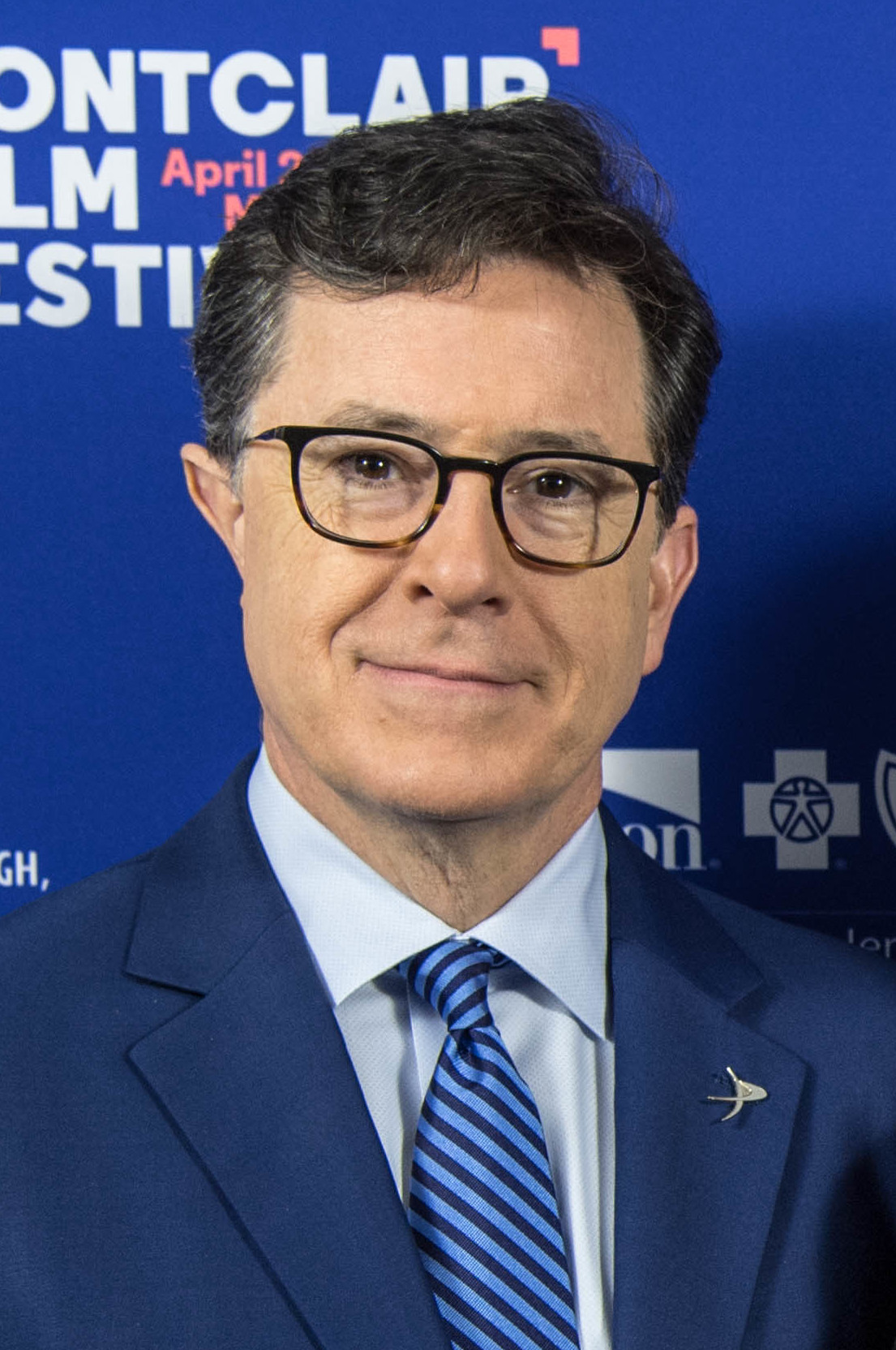
Stephen Colbert